# Meredead
«Meredead» — четвертий студійний альбом німецько-норвезького метал-гурту Leaves' Eyes. Реліз відбувся 22 квітня 2011 року.

## Список пісень
Автор слів Лів Крістін, автор музики Александр Крул, Торстен Бауер. 
| #   | Назва                                                  | Автор         | Тривалість |
| --- | ------------------------------------------------------ | ------------- | ---------- |
| 1.  | «Spirits' Masquerade»                                  |               | 6:31       |
| 2.  | «Étaín»                                                |               | 3:58       |
| 3.  | «Velvet Heart»                                         |               | 3:42       |
| 4.  | «Kråkevisa» ("Crow's Ballad")                          | traditional   | 4:34       |
| 5.  | «To France» (Mike Oldfield cover)                      | Mike Oldfield | 4:37       |
| 6.  | «Meredead» ("The Deadly Sea")                          |               | 5:19       |
| 7.  | «Sigrlinn»                                             |               | 8:47       |
| 8.  | «Mine tåror er ei grimme» ("My Tears Are Not Hideous") |               | 2:54       |
| 9.  | «Empty Horizon»                                        |               | 4:58       |
| 10. | «Veritas» ("Truth")                                    |               | 0:48       |
| 11. | «Nystev» ("New Stave")                                 | traditional   | 4:39       |
| 12. | «Tell-Tale Eyes»                                       |               | 3:58       |
| 13. | «Sorhleod» ("Song of Sorrow", бонусний трек)           |               | 5:04       |

| Японське видання (бонусні треки) | Японське видання (бонусні треки) | Японське видання (бонусні треки)                             | Японське видання (бонусні треки) |
| #                                | Назва                            | Автор                                                        | Тривалість                       |
| -------------------------------- | -------------------------------- | ------------------------------------------------------------ | -------------------------------- |
| 14.                              | «Melusine»                       |                                                              | 3:34                             |
| 15.                              | «Legend Land» (acoustic)         | Espenæs Krull, Krull, Bauer, Chris Lukhaup, Mathias Röderer. | 3:46                             |

| Розширене видання (бонусний DVD) | Розширене видання (бонусний DVD) | Розширене видання (бонусний DVD) |
| #                                | Назва                            | Тривалість                       |
| -------------------------------- | -------------------------------- | -------------------------------- |
| 1.                               | «Njord»                          |                                  |
| 2.                               | «My Destiny»                     |                                  |
| 3.                               | «Ragnarok»                       |                                  |
| 4.                               | «Elegy»                          |                                  |
| 5.                               | «Frøya's Theme»                  |                                  |

## Персонал
- Лів Крістін — вокал, задній вокал
- Александр Крул — гроулінг, клавіші, продюсування, інженерія, міксинг, мастеринг
- Торстен Бауер — гітари, бас, мандолін
- Сандер ван дер Меер — гітари
- Роланд Навратил – ударна установка

### Додаткові учасники
- Оркестр «Лінгва Мортіс» з Мінську, Білорусь, у голові з Віктором Смолскі
- Хор «Аль денте» з Кляйнботтвару, Німеччина, у голові з Веронікою Мессмер
- Anette Gulbrandsen — задній вокал у пісні «Kråkevisa», «Mine tåror er ei grimme», «Veritas», «Nystev»
- Кармен Еліз Еспенес — вокал та задній вокал у пісні «Sigrlinn»
- Maite Itoiz — вокал та задній вокал у пісні «Étaín» та «Meredead», бароко-гітара у пісні «Tell-Tale Eyes»
- John Kelly — вокал у пісні «Tell-Tale Eyes»
- Christian Roch — Ірландська волинка та свисти
- Janna Kirchhof — скрипка у пісні «Étaín», «Velvet Heart», «Nystev»; нікельхарпа у пісні «Kråkevisa»

## Чарти
| Чарт (2011)                     | Місце |
| ------------------------------- | ----- |
| Belgian Albums Chart (Фландрія) | 97    |
| German Albums Chart             | 32    |
| UK Indie Chart                  | 37    |
| US Top Heatseekers              | 37    |
| US Independent Albums           | 134   |